# بنك بربادوس المركزي
بنك بربادوس المركزي هو البنك المركزي هو الجهة المالية المسؤؤولة في باربادوس، وقد أسس في 2 مايو 1972.
قبل إنشاء المصرف، كان باربادوس عضوا ضمن البنك المركزي لشرق الكاريبي.
بنك بربادوس المركزي هو المسؤول عن إصدار الدولار البربادوسي.